# Nowa Bukówka
Nowa Bukówka – wieś w Polsce, położona w województwie mazowieckim, w powiecie grodziskim, w gminie Żabia Wola.
Wieś wchodzi w skład sołectwa Bukówka.
W latach 1975–1998 miejscowość administracyjnie należała do województwa skierniewickiego.